# Николо-Отводное
Николо-Отводное — село в Даниловском районе Ярославской области. Входит в состав Середского сельского поселения, относится к Трофимовскому сельскому округу.

## География
Расположено в 19 км на юго-запад от центра поселения села Середа и в 48 км на юг от райцентра города Данилова.

## История
Церковь Воскресения Христова в селе была построена в 1798 году помещиками Борщовыми. Престолов было три: во имя Обновления храма Воскресения Христова, во имя Святого Чудотворца Николая и во имя Великомученика Дмитрия Солунского. 
В конце XIX — начале XX века село входило в состав Богородской волости Даниловского уезда Ярославской губернии.
С 1929 года село входило в состав Телицинского сельсовета Даниловского района, в 1944 — 1959 годах — в составе Середского района, с 1954 года — в составе Трофимовского сельсовета, с 2005 года — в составе Середского сельского поселения.

## Население
| 1859 | 1914 | 2002 | 2007 | 2010 |
| ---- | ---- | ---- | ---- | ---- |
| 10   | ↘8   | ↘4   | ↘3   | ↗4   |

## Достопримечательности
В селе расположена действующая Церковь Воскресения Христова (1798).